# Pavel Hodek
Pavel Hodek (* 1977) je český hokejový rozhodčí a horolezec. Se svou kariérou rozhodčího začal v roce 1992 a na českých hokejových kluzištích stále působí, avšak řídil utkání i na Euro Hockey Tour nebo na 79. Mistrovství světa v ledním hokeji v roce 2015 pořádaném v České republice. Od extraligové sezóny 2014/2015 – zavedení čísel pro hlavní extraligové rozhodčí, má číslo 5. Získal již také ocenění nejlepšího českého rozhodčího České hokejové extraligy v sezóně 2016/2017.